# Barriera di separazione tra Stati Uniti d'America e Messico
La barriera di separazione tra Stati Uniti d'America e Messico, detta anche muro messicano o muro di Tijuana, è una barriera di sicurezza costruita dagli Stati Uniti lungo la frontiera al confine tra USA e Messico, costruita dal 1993 in poi. Talvolta in Messico e nei media viene però chiamato muro della vergogna. Il suo obiettivo è quello di impedire agli immigranti illegali di oltrepassare il confine statunitense. Il muro non è attualmente continuo e gran parte del confine tra il Messico e lo stato del Texas ne è sprovvisto.

## Cronologia politica

### Amministrazione H. W. Bush
La sua costruzione ha avuto inizio nel 1990 durante la presidenza di George H. W. Bush, quando la polizia di frontiera elaborò allora la strategia detta “prevenzione attraverso la deterrenza”, in base a cui, tra le altre cose, iniziò a costruire recinzioni e ostacoli sul confine, in particolare nell'area di San Diego. Il primo tratto, di 22,5 chilometri, fu costruito nel 1993.

### Amministrazione Clinton
Nel 1994 durante la presidenza di Bill Clinton la barriera fu sviluppata ulteriormente con l'Operazione Gatekeeper in California, l'Operazione Hold-the-Line in Texas e l'Operazione Safeguard in Arizona. L'iniziativa più evidente fu quella di aggiungere una presenza fissa di forze di polizia al confine. Nel 1996 varò una legge, la Illegal Immigration Reform and Immigrant Responsibility Act (IIRIRA), che autorizzava nuove porzioni di muro al confine e rafforzava quelle esistenti.

### Amministrazione Bush
Il Secure Fence Act del 2006, convertito in legge il 26 ottobre 2006 dal presidente George W. Bush ha autorizzato e parzialmente finanziato la costruzione di 1.125 km di barriera lungo il confine messicano. Il segretario per la sicurezza interna Michael Chertoff annunciò che un test di otto mesi della recinzione da lui favorita avrebbe preceduto qualsiasi costruzione di una barriera fisica, ma il progetto di espansione della barriera è stata respinta con voto unanime dal consiglio comunale di Laredo. Entro gennaio 2009, la US Customs and Border Protection e la Homeland Security avevano speso 40 milioni di dollari in analisi ambientali e misure di mitigazione volte a ridurre ogni possibile impatto negativo che la recinzione avrebbe potuto avere sull'ambiente. Il 16 gennaio 2009, il DHS ha annunciato che avrebbe stanziato ulteriori 50 milioni di dollari a tale scopo e ha firmato un accordo con il Dipartimento degli Interni degli Stati Uniti per l'utilizzo del finanziamento aggiuntivo. Nel gennaio 2009, la US Customs and Border Protection ha riferito di avere più di 930 km di barriere in funzione.

### Amministrazione Obama
Il 16 marzo 2010, il DHS ha annunciato che sarebbe stata interrotta l'espansione della recinzione oltre i due progetti pilota in Arizona. L'appaltatore Boeing Corporation ha avuto numerosi ritardi e superamenti dei costi e i 50 milioni di dollari del finanziamento rimanente sarebbero stati utilizzati per dispositivi di sorveglianza mobile, sensori e radio per pattugliare e proteggere il confine. All’epoca, il DHS aveva speso 3,4 miliardi di dollari per le recinzioni di confine e aveva costruito 640 miglia (1.030 km) di recinzioni e barriere come parte della Secure Border Initiative. Nel maggio 2011, il presidente Barack Obama ha dichiarato che il muro era "sostanzialmente completo", con la costruzione di 649 miglia (1.044 km) delle 652 miglia pianificate di barriera. Di questi, le barriere per i veicoli comprendevano 299 miglia (481 km) e la recinzione pedonale 350 miglia (560 km).

### Amministrazione Trump

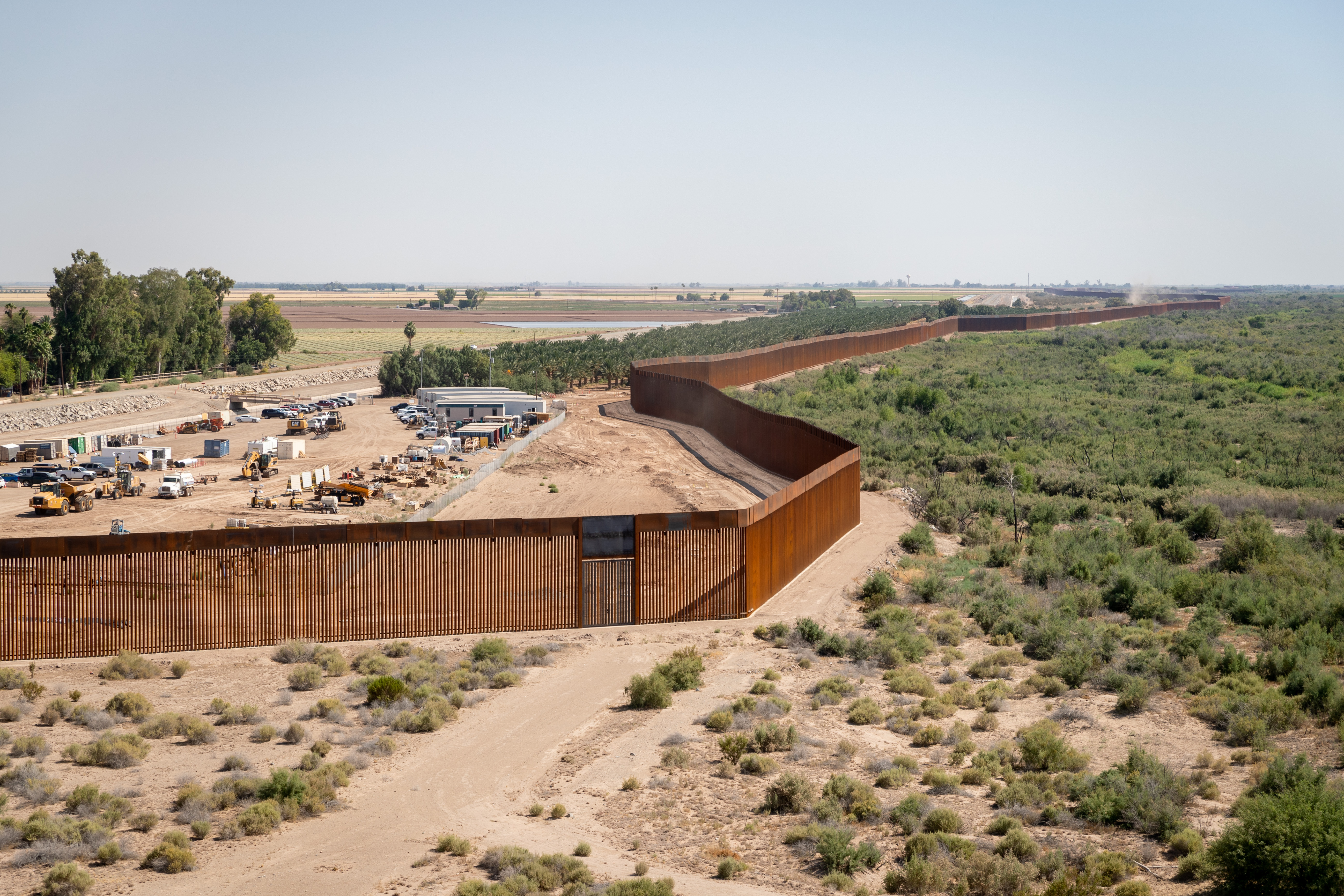
Nuove porzioni di muro vicino a Yuma, giugno 2020.

Donald Trump durante la campagna presidenziale del 2016 annunciò di voler potenziare il muro di confine tra Stati Uniti e Messico, tanto da farlo ribattezzare "muro di Trump": egli promise di estenderlo di 450-500 miglia. Al gennaio 2021 risultavano effettivamente costruiti 452 miglia di muro, ma ognuno dei presidenti precedenti ha eretto più barriere di confine con il Messico di Donald Trump. Solo 79 km (48 miglia) sono stati realizzati in zone precedentemente prive di barriere.

### Amministrazione Biden
Il presidente Biden ha firmato un ordine esecutivo nel suo primo giorno di carica, il 20 gennaio 2021, ordinando una "pausa" in tutta la costruzione del muro entro il 27 gennaio. Al governo sono stati concessi due mesi per pianificare come spendere i fondi altrove e determinare quanto costerebbe rescindere i contratti. Non è previsto l'abbattimento delle parti del muro che sono state costruite. Continuerà il dispiegamento di 3.000 soldati della Guardia Nazionale lungo il confine. L'amministrazione Biden ha continuato a sequestrare terreni per la costruzione del muro di confine nonostante la promessa di smettere. A dicembre molti contratti erano stati annullati, compreso uno che richiedeva il possesso della terra di una famiglia rappresentata dal Texas Civil Rights Project.
Il 28 luglio 2022, l’amministrazione Biden ha annunciato che avrebbe colmato quattro ampie lacune in Arizona vicino a Yuma, un’area con alcuni dei corridoi più trafficati per gli immigrati illegali.
Nell'ottobre 2023, Biden ha annunciato che avrebbe riavviato la costruzione del muro a causa dell'ondata di attraversamenti di migranti, mentre la portavoce della Casa Bianca Karine Jean-Pierre ha dichiarato che Biden ritiene che il muro di confine "non sia efficace".

La barriera è fatta di lamiera metallica sagomata, alta dai due ai quattro metri, e si snoda per chilometri lungo la frontiera tra Tijuana e San Diego. Il muro è dotato di illuminazione ad altissima intensità, di una rete di sensori elettronici e di strumentazione per la visione notturna, connessi via radio alla polizia di frontiera statunitense, oltre ad un sistema di vigilanza permanente effettuato con veicoli ed elicotteri armati. Altri tratti di barriera si trovano in Arizona, Nuovo Messico e Texas.

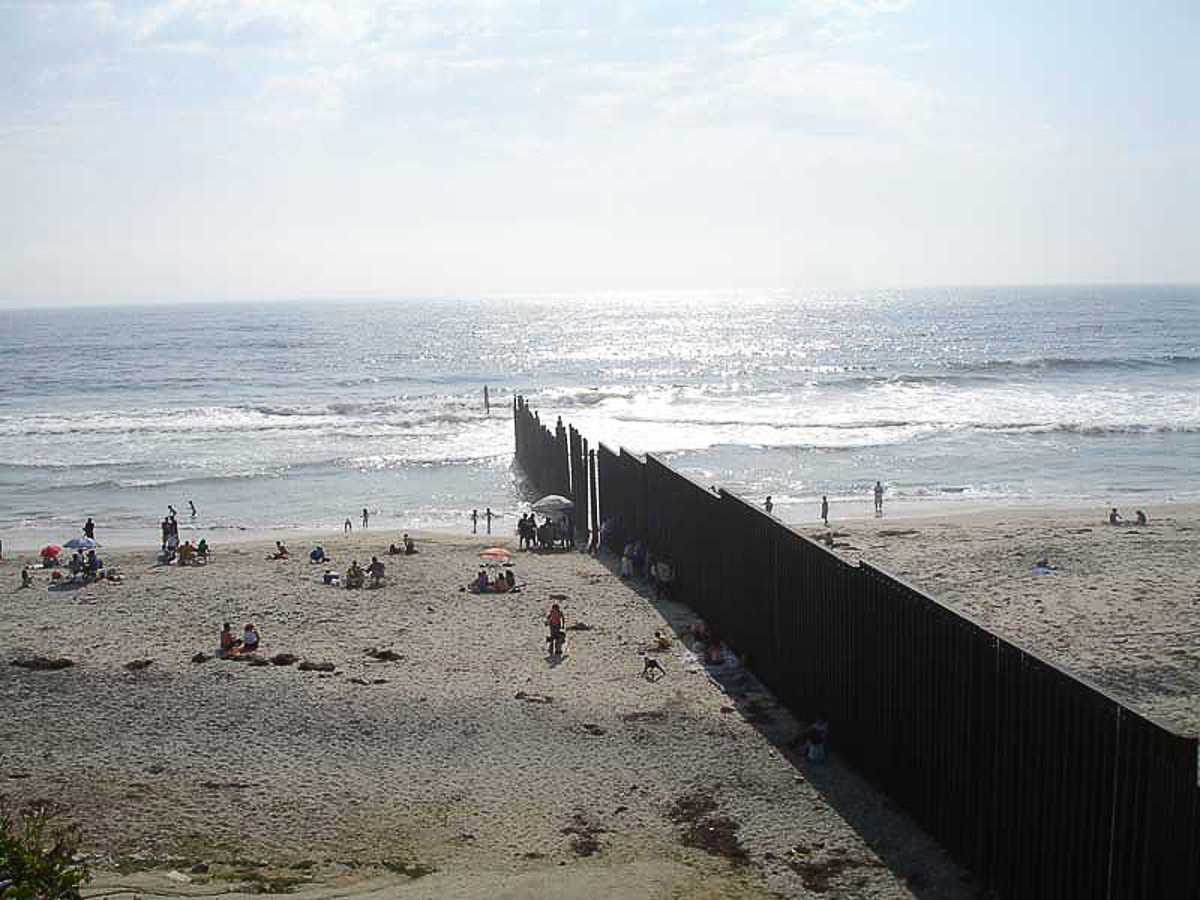
La barriera vista da una spiaggia a Tijuana. A sinistra il lato messicano, a destra quello statunitense

Il confine tra Stati Uniti d'America e Messico, lungo 3.169 km, attraversa territori di diversa conformazione, aree urbane e desertiche. La barriera è situata nelle sezioni urbane del confine, ovvero quelle aree che in passato hanno visto il maggior numero di attraversamenti clandestini. Tali aree urbane comprendono San Diego (California) e El Paso (Texas). Il risultato immediato della costruzione della barriera è stato un numero sempre crescente di persone che hanno cercato di varcare illegalmente il confine attraverso il deserto di Sonora o il monte Baboquivari, in Arizona. Questi clandestini hanno dovuto percorrere circa 80 km di territorio inospitale prima di raggiungere la prima strada nella riserva nativo-americana Tohono O'odham.

## Arresti e morti
Tra il 1994 e il 2007 ci sono stati circa 5 000 decessi di migranti lungo il confine tra Messico e Stati Uniti, secondo un documento redatto dalla Commissione nazionale per i diritti umani del Messico, anch'esso firmato dalla American Civil Liberties Union. Tra le 43 e le 61 persone morirono nel tentativo di attraversare il deserto di Sonora dall'ottobre 2003 al maggio 2004. Nell'ottobre 2004 la pattuglia di frontiera annunciò che 325 persone erano morte attraversando l'intero confine durante i precedenti 12 mesi.

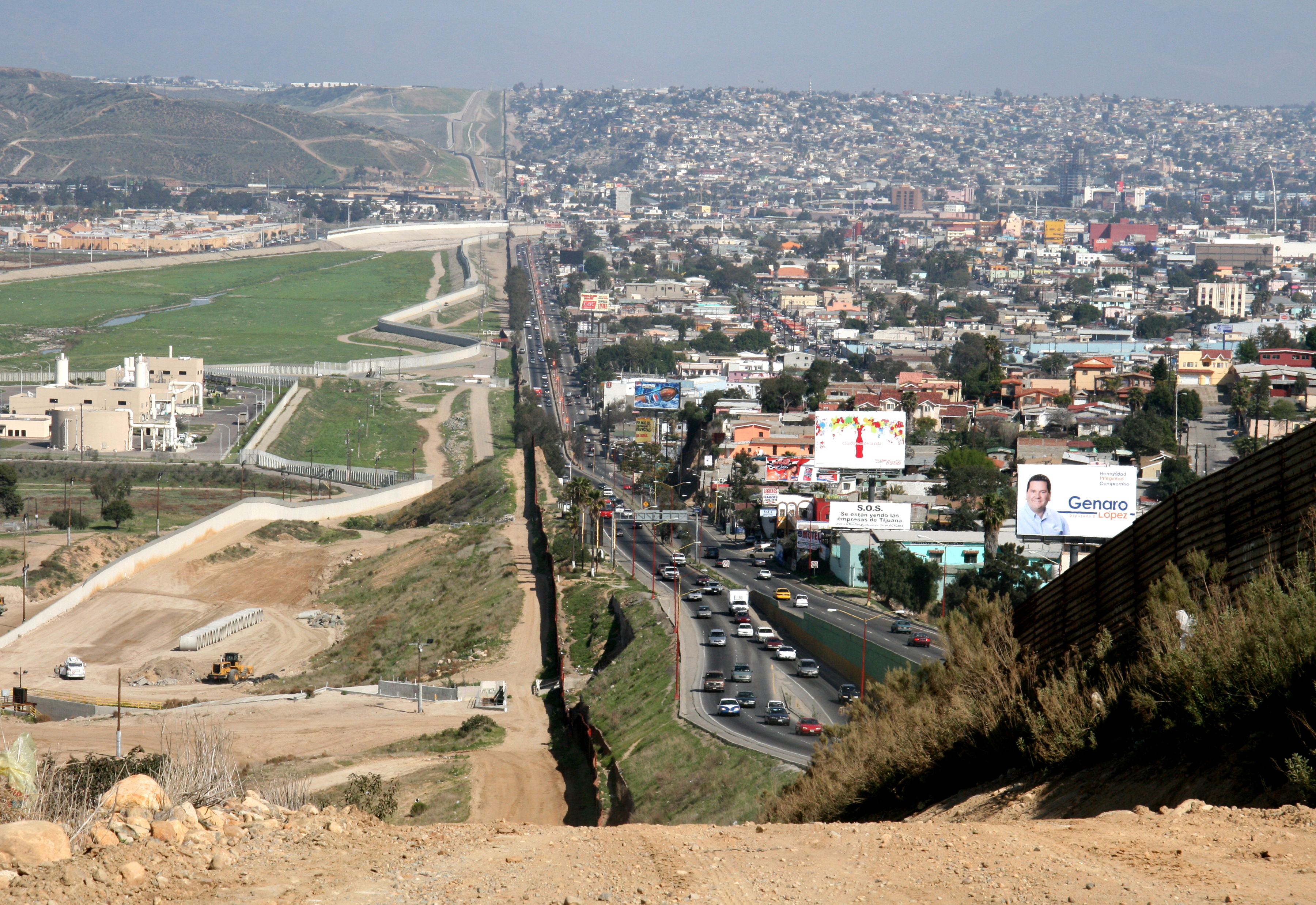
Muro di confine tra San Diego (California, USA) a sinistra e Tijuana, Messico, a destra

Tra il 1998 e il 2004 sono ufficialmente morte 1 954 persone lungo il confine Messico-Stati Uniti. Dal 2004, i corpi di 1 086 migranti sono stati recuperati nel deserto dell'Arizona meridionale.
Tra il 1º ottobre 2003 ed il 30 aprile 2004 sono state arrestate 660 390 persone dalla polizia di confine statunitense mentre cercavano di attraversare illegalmente il confine.

## Opinione nazionale
Un sondaggio di Rasmussen Reports del 19 agosto 2015 ha rilevato che il 51% della popolazione americana è favorevole alla costruzione di un muro al confine, mentre il 37% è contrario.
In uno studio del gennaio 2017 condotto dal Pew Research Center, il 39% degli americani ha identificato la costruzione di un muro al confine tra Stati Uniti e Messico come un "obiettivo importante per la politica di immigrazione degli Stati Uniti". L’indagine ha rilevato che mentre gli americani erano divisi dai partiti su molte diverse politiche di immigrazione, “la più ampia divisione in assoluto riguarda la costruzione di un muro al confine meridionale". Due terzi dei repubblicani e degli indipendenti di tendenza repubblicana (67%) affermano che la costruzione di un muro al confine tra Stati Uniti e Messico è un obiettivo importante per la politica di immigrazione, rispetto a solo il 16% dei democratici e degli indipendenti di tendenza democratica.
Un sondaggio del 2019 condotto dal National Border Patrol Council ha rilevato che l'89% degli agenti di frontiera ha affermato che "un sistema di muri in posizioni strategiche è necessario per proteggere il confine" mentre il 7% degli agenti non è invece d'accordo.
Un sondaggio condotto dalla CBS dal 21 al 22 giugno 2018 ha rilevato che il 51% è favorevole al muro di confine, mentre il 48% è contrario.
Nel marzo 2021 il sondaggio del Senate Opportunity Fund ha rilevato che il 53% è favorevole al completamento della costruzione del muro di confine, mentre il 38% è contrario.

## L'iter burocratico della risoluzione
Il 3 novembre 2005 il parlamentare statunitense repubblicano Duncan Hunter (della California) ha proposto al Senato degli Stati Uniti un piano per rafforzare la barriera di separazione tra i due paesi. La proposta approvata il 15 dicembre 2005 prevede la costruzione di un muro di 1 123 km. Le dimensioni sarebbero paragonabili solo a quelle della Grande muraglia cinese. Infine, il 17 maggio 2006 il Senato ha approvato a maggioranza (83 voti a favore e 16 contrari) l'emendamento che prevede la costruzione di un muro di 595 km di estensione, più 800 km di barriere per impedire il passaggio degli aerei.
La risoluzione 6061 (H.R. 6061), Secure Fence Act, è stata presentata al Congresso il 13 settembre 2006. La proposta è stata approvata dalla Camera dei rappresentanti il 14 settembre 2006 con una votazione di 283 voti a favore e 138 contrari. Il 29 settembre 2006 il Senato ha confermato l'autorizzazione con una votazione di 80 voti a favore e 19 contrari. Tra i democratici che in quell'occasione votarono a favore vi furono anche il futuro candidato alla presidenza e l'allora senatore dell'Illinois Barack Obama. Il 26 ottobre 2006 il presidente George W. Bush ha firmato la H.R. 6061 che era stata votata da ambedue le camere del Congresso.